# Тріумф-Палас
Тріумф-Палас (рос. Триумф-Палас) — хмарочос в Москві, Росія. Висота 52-поверхового будинку становить 217,6 м, з урахування шпиля 264,5 метра, він є другим за висотою хмарочосом Росії та найвищим житловим будинком Європи. Будівництво тривало з 2001 по 2006 рік.
Будинок збудовано в стилі сталінського ампіру. Будівля облицьована мармуром, травертином і керамогранітом. На даху будинку встановлено 48-метровий шпиль вагою 52 тонни, облицьований листами нержавіючої сталі.